# Egipski Komitet Olimpijski
Egipski Komitet Olimpijski (arb. اللجنة الأولمبية المصرية) — organizacja non-profit funkcjonująca jako narodowy komitet olimpijski w Egipcie. Komitet jest członkiem Międzynarodowego Komitetu Olimpijskiego.
Komitet został założony w 1910 roku jeszcze w Wicekrólestwie Egiptu i tego samego roku został członkiem MKOl jako czternaste państwo w historii. 
Egipski Komitet Olimpijski jest członkiem Stowarzyszenia Narodowych Komitetów Olimpijskich Afryki (ANOCA), Międzynarodowego Komitetu Igrzysk Śródziemnomorskich i Unii Komitetów Olimpijskich Krajów Arabskich
Egipt i Egipski Komitet Olimpijski organizował duże międzynarodowe multidyscyplinarne zawody kilkakrotnie:
- I Igrzyska Śródziemnomorskie w 1951 roku w Aleksandrii
- V Igrzyska Afrykańskie w 1991 roku w Kairze